# Ctenophorus ornatus
Espèce
Synonymes
- Grammatophora ornatus Gray, 1845
- Amphibolurus tibialis Ahl, 1926

Statut de conservation UICN

 LC  : Préoccupation mineure
Ctenophorus ornatus est une espèce de sauriens de la famille des Agamidae.

## Répartition
Cette espèce est endémique d'Australie-Occidentale.

## Publication originale
- Gray, 1845 : Catalogue of the specimens of lizards in the collection of the British Museum, p. 1-289 (texte intégral).